# 邓克·芒罗
邓克·芒罗（英語：Dunc Munro，1901年1月19日—1958年1月3日），加拿大男子冰球运动员，场上位置是后卫。他曾代表加拿大国家队参加1924年冬季奥林匹克运动会冰球比赛，获得一枚金牌。